# Amphoe Khuan Niang
Amphoe Khuan Niang (thailändisch อำเภอ ควนเนียง) ist ein  Landkreis (Amphoe – Verwaltungs-Distrikt) in der Provinz Songkhla. Die Provinz Songkhla liegt in der Südregion von Thailand an der Küste zum Golf von Thailand.

## Geographie
Benachbarte Distrikte und Gebiete (von Osten im Uhrzeigersinn): die Amphoe Singhanakhon, Bang Klam und Rattaphum in der Provinz Songkhla sowie Amphoe Pak Phayun in der Provinz Phatthalung.

## Geschichte
Khuan Niang wurde am 2. Januar 1985 zunächst als Unterbezirk (King Amphoe) eingerichtet, indem vier Tambon vom Amphoe Rattaphum abgetrennt wurden.
Am 21. Mai 1990 wurde Khuan Niang zum Amphoe heraufgestuft.

## Verwaltung

### Provinzverwaltung
Amphoe Khuan Niang ist in vier Unterbezirke (Tambon) eingeteilt, welche weiter in 46 Dorfgemeinschaften (Muban) unterteilt sind.
| Nr. | Name       | Thai     | Muban | Einw.  |
| --- | ---------- | -------- | ----- | ------ |
| 1.  | Rattaphum  | รัตภูมิ     | 13    | 14.822 |
| 2.  | Khuan So   | ควนโส    | 11    | 05.407 |
| 3.  | Huai Luek  | ห้วยลึก    | 09    | 04.883 |
| 4.  | Bang Riang | บางเหรียง | 13    | 09.180 |

### Lokalverwaltung
Es gibt zwei Kleinstädte (Thesaban Tambon) im Landkreis:
- Khuan Niang (เทศบาลตำบลควนเนียง) besteht aus Teilen des Tambon Rattaphum.
- Bang Riang (เทศบาลตำบลบางเหรียง) besteht aus dem ganzen Tambon Bang Riang.

Außerdem gibt es drei „Tambon-Verwaltungsorganisationen“ (TAO, องค์การบริหารส่วนตำบล) für die Tambon oder die Teile von Tambon im Landkreis, die zu keiner Stadt gehören.